# Cuesta de San Blas
La Cuesta de San Blas es una calle ubicada en la zona monumental de la ciudad del Cusco, Perú. Junto con las calles Almudena, el Puente Almudena, Hospital, San Pedro, Santa Clara, Marqués, Triunfo y  Hatunrumiyoc unen la Plazoleta de San Blas con la Plazoleta de la Almudena y forman el eje procesional que es el principal eje transversal de la ciudad a la par que se corresponde con los caminos incas que, partiendo del Huacaypata, comunicaban el Antisuyo al noreste y el Contisuyo al sureste.
Desde 1972 la vía forma parte de la Zona Monumental del Cusco declarada como Monumento Histórico del Perú. Asimismo, en 1983 al ser parte del casco histórico de la ciudad del Cusco, forma parte de la zona central declarada por la UNESCO como Patrimonio Cultural de la Humanidad. y en el 2014, al formar parte de la red vial del Tawantinsuyo volvió a ser declarada como patrimonio de la humanidad.

## Historia
Garcilaso de la Vega menciona que San Blas era, durante el incanato, uno de los 14 barrios antiguos que rodeaban la ciudad del Cusco denominado "Toqokachi". En este barrio se erigió la parroquia de San Blas por el corregidor y justicia mayor Polo de Ondegardo. Hasta el siglo XVIII, San Blas era un suburbio de la ciudad de la que lo separaba el río Tullumayo. Su conexión con la ciudad, sin embargo, era complicado ya que su único acceso desde la Plaza de Armas era una cuesta empinada difícil de transitar. 

Desde la calle de Hatum Rumiyoc, típica calle cusqueña, estrecha, de muros incaicos i balconcillos coloniales, donde conviven el alma ciclópea del indio i el espíritu sonador i delicado del castellano, se divisa la cuesta…, lentas, gallardas i cimbreantes, moviendo para un lado i para otro sus largos pescuezos, las llamas hurañas a cuya zaga va una india de multicromo indumento, mostrando sus carnosas i recias pantorrillas con su atado a su espalda.

Ascendiendo por los rudos peldaños de la cuesta que me conduce a la plaza de la parroquia donde palpita el alma del poblado, de marcado sabor indígena. Escueta silenciosa la encuentro; no hay en ella los aponimios umbrosos del parque moderno ni los bancales que conviden al muelle del descanso. Solo unos apoyos de barro i una fuente de piedra, que está al centro, de donde mana cantarín, un mezquino hilillo de agua constituyen sus tesoros ornamentales.

Resalta en todas partes el ambiente pueblerino de esta rústica barriada… de los ángulos de la plaza parten callejas silenciosas donde la vida es un largo bostezo de pereza i por donde pasa tal cual vecino melancólico i caviloso. Destaca su típica fachada provinciana, llena de pinturas grotescas estropeadas por el tiempo, el templo parroquial de modesta fábrica de barro.

#### Libros y publicaciones
- Angles Vargas, Víctor (1988). Historia del Cusco Incaico Tomo I. Lima: Industrialgráfica S.A.
- Angles Vargas, Víctor (1983). Historia del Cusco Cusco Colonial Tomo II Libro Segundo. Lima: Industrialgráfica S.A.
- Calvo Calvo, R. (1995). Qosqo sociedad e ideología. Siglo XX. Cusco: Yáñez.
- Coronado Esquivel, Jessica; Apaza Callañaupa, Roel (2017). «La modernización de la ciudad y su salubridad: la canalización del Cusco a principios del siglo XX». Summa Humanitatis 9 (1). Consultado el 7 de octubre de 2019.
- Covarrubias Pozo, J.M. (1958). Cuzco colinial y su arte: Apuntes para la historia de los monumentos coloniales del Cuzco (Vol. 1). Cusco: H.G. Rozas.
- Gallardo del Castillo, Magaly; Casaverde Zamalloa, Edgar; Pérez Bravo, Jorge (2019). «San Blas: Del ocaso al renamiento. Paradigma temprano de gestión del patrimonio en el sur peruano. El caso del Barrio Histórico de San Blas durante la gestión municipal 1990-1993.». devenir 6 (11): 25-48. Consultado el 20 de enero de 2020.
- García, Uriel (1921). El Sol del Cusco.
- Quispe Gonzáles, Evaristo (2015). «Regeneración Urbana, Turismo y Barrios del Centro Histórico del Cusco, Patrimonio Cultural de la Humanidad. Análisis Comparativo 1983-2005». devenir 2 (4): 45-72. Archivado desde el original el 10 de octubre de 2019. Consultado el 3 de octubre de 2019.
- Valencia Becerra, T.A. (2007). Nuevas relaciones, viejas tradiciones en San Blas. Lima: Pontificia Universidad Católica del Perú.

- Datos: Q83286477
- Multimedia: Cuesta de San Blas / Q83286477